# Argulus quadristriatus
Argulus quadristriatus is een visluizensoort uit de familie van de Argulidae. De wetenschappelijke naam van de soort is voor het eerst geldig gepubliceerd in 1977 door Devaraj & Ameer Hamsa.